# Сладун
Сладун (болг. Сладун) — село в Болгарии. Находится в Хасковской области, входит в общину Свиленград. Население составляет 202 человека.

## Политическая ситуация
В местном кметстве Сладун, в состав которого входит Сладун, должность кмета (старосты) исполняет Стефан Георгиев Стоянов (Болгарская социалистическая партия (БСП)) по результатам выборов правления кметства.
Кмет (мэр) общины Свиленград — Георги Стоянов Манолов (инициативный комитет) по результатам выборов в правление общины.